# CLIP OS
Chronologie des versions
3 5
CLIP OS est un système d'exploitation basé sur Linux créé par l’Agence nationale de la sécurité des systèmes d'information (ANSSI),. Conçu à l'origine pour l'administration, l’objectif est désormais la production d’un système renforcé pour sécuriser les informations sensibles répondant aux besoins de l’administration française,. Depuis 2020, revu et considéré comme un projet de recherche, CLIP n'est plus développé ni maintenu, mais à l'état d'archive.

## Historique
Le développement de CLIP a commencé en 2005   ,. Le projet est évoqué en 2015 au Symposium sur la sécurité des technologies de l'information et des communications,.
En avril 2018, l'ANSSI annonce l'ouverture du code source de CLIP OS. Cette ouverture repose sur les principes du « plan pour une action publique transparente et collaborative de la direction interministérielle du numérique » qui vise à favoriser à la fois l’ouverture des données et du code source des outils développés par les administrations et agences de l’État.
En septembre 2018, l’ANSSI a rendu publiques deux versions de CLIP OS : la version stable no 4 et la version no 5 en développement,,. Quelques années plus tard, le projet est est mis en pause, puis arrêté et archivé. Il est considéré aujourd'hui comme un projet de recherche.

## Présentation du système
CLIP OS est basé sur la variante Hardened Gentoo, ramification de la distribution Gentoo Linux. Les développeurs ont noté que, bien que partageant des objectifs avec les développeurs de Qubes OS, le mécanisme d’isolation de l’environnement est différent. De plus, les administrateurs d’un système d’exploitation CLIP ne pourront pas accéder aux données des utilisateurs, contrairement à un système basé sur Qubes.
La dernière version du système est présentée en octobre 2018 aux assises de la sécurité et des systèmes d'information de Monaco.

## Base d'un système souverain
CLIP OS est apparu dans les discussions relatives à la création d'un système d'exploitation souverain français, notamment après l'introduction, dans le projet de loi pour une République numérique, d'un article demandant la rédaction d'un rapport sur ce sujet. Il est voté comme article 29 de la loi. Ce projet a été critiqué par des intervenants du monde numérique. Le site officiel du système répond, à la question : « CLIP OS est-il "souverain" »  ?, « Non ».

### Multimédia
- (en) Timothée Ravier (ingénieur de recherche et développement en sécurité au sein du laboratoire architectures matérielles et logicielles (LAM) de l'ANSSI) et Mickael Salaün (Kernel Recipes 2018), « CLIP OS: a defense-in-depth OS », Hupstream,‎ 15 octobre 2018 (lire en ligne)

- Vincent Strudel, « Clip OS sécurité informatique et open », La Méthode scientifique, France Culture,‎ 7 novembre 2018 (lire en ligne)